# Karolina Nakwaska
Karolina z Potockich h. Pilawa Nakwaska (ur. 6 sierpnia 1798 w Prażmowie, zm. 27 września 1875 w Tours) – polska pisarka.

## Życiorys
Była córką Adama Potockiego i Marii Antoniny Rostworowskiej. 23 lipca 1815 we Lwowie wyszła za mąż za Aleksandra Starzeńskiego (zm. 1831). Krótko po narodzinach syna Franciszka Karolina postanowiła opuścić męża. Po uzyskaniu rozwodu, 19 września 1826 w Krakowie wyszła za mąż za Henryka Mirosława Nakwaskiego.
Debiutowała w 1830 w Gazecie Polskiej omówieniem Mnicha Józefa Korzeniowskiego. W czasie powstania listopadowego zajęła się założeniem szpitala dla rannych i chorych, przebywała w tym czasie w Warszawie. Po klęsce powstania listopadowego zmuszona była wyjechać za granicę, wiosną 1832 dołączyła do męża w Dreźnie.Na Podolu resztki mienia Potockich zostały zasekwestrowane, skonfiskowano majątek męża w Kępie Polskiej, w 1834 udało się uzyskać paszport emigracyjny, który pozwalał udać się do kraju i zniszczony majątek ratować. W 1840 Karolina przyjechała do teściów a potem za ich staraniem uzyskawszy paszport do cesarstwa udała się na Podole. Nie udało się ocalić majątku Bilcze sprzedanego Sapiehom. Mieszkała w 1841 w Paryżu, następnie w Szwajcarii, gdzie w Genewie ukazał się jej Dwór wiejski (t. 1–3 1843–44), będącej jednocześnie wszechstronnym poradnikiem dla kobiet. W 1862 przeniosła się z mężem do Tours.
Pisała dydaktyczne i umoralniające broszury i powiastki dla dzieci i dorosłych, najczęściej przerabiane z francuskiego. W latach 1860–65 współpracowała z Krakowskim Czasem.

## Twórczość
- Dwór wiejski
- Powieści dla dzieci
- Pamiętnik o Adamie Hr. Potockim (Wspomnienia o Ojcu)